# Квантовый эффект Холла
Квантовый эффект Хо́лла (КЭХ) — эффект квантования холловского сопротивления или проводимости двумерного электронного газа в сильных магнитных полях и при низких температурах. Целочисленный КЭХ открыт Клаусом фон Клитцингом (совместно с Герхардом Дордой и Майклом Пеппером) в 1980 году, за что в 1985 году получил Нобелевскую премию.
Является квантово-механической версией классического эффекта Холла, который наблюдается в двумерных электронных системах, при достаточно низких температурах и сильных магнитных полях, в которых сопротивление Холла {\displaystyle R_{xy}} демонстрирует ступенчатую зависимость, принимающие определённые квантованные значения на плато равные:
{\displaystyle R_{xy}={\frac {V_{\text{Холл}}}{I_{\text{к}}}}={\frac {h}{e^{2}\nu }}\,,}
где {\displaystyle V_{\text{Холл}}} — напряжение Холла, {\displaystyle I_{\text{к}}} — ток канала, {\displaystyle e} — элементарный заряд, а {\displaystyle h} — постоянная Планка. В общем случае множитель {\displaystyle \nu } может принимать как целые числа ({\displaystyle \nu =1,2,3,\dots }), так и дробные значения ({\displaystyle \nu ={\tfrac {1}{3}},{\tfrac {2}{5}},{\tfrac {3}{7}},{\tfrac {2}{3}},{\tfrac {3}{5}},{\tfrac {1}{5}},{\tfrac {2}{9}},{\tfrac {3}{13}},{\tfrac {5}{2}},{\tfrac {12}{5}},\dots }).
Яркой особенностью целочисленного квантового эффекта Холла является сохранение квантования (то есть плато Холла) при изменении плотности электронов. Поскольку плотность электронов остаётся постоянной, когда уровень Ферми находится между уровнями Ландау, эта ситуация соответствует ситуации, когда уровень Ферми представляет собой энергию с конечной плотностью состояний, хотя эти состояния локализованы (локализация Андерсона).
Дробный квантовый эффект Холла более сложен и его исследование считается открытой исследовательской задачей. Его существование в основном зависит от электрон-электронных взаимодействий. В 1988 году было высказано предположение о существовании квантового эффекта Холла без уровней Ландау. Этот квантовый эффект Холла называется квантовым аномальным эффектом Холла. В середине 2000-х годов появилась концепция квантового спинового эффекта Холла, который является аналогом квантового эффекта Холла, где вместо зарядовых токов текут спиновые токи.

## История
В 1957 году в лабораториях Белла Карл Фрош и Линкольн Дерик изготовили первые полевые транзисторы на основе диоксида кремния, а также первые транзисторы, в которых сток и исток были расположены рядом на поверхности. Впоследствии в 1960 году в Bell Labs группа продемонстрировала работающий МОП-транзистор. Это позволило физикам изучить поведение электронов в почти идеальном двумерном газе. В МОП-транзисторе электроны проводимости перемещаются в тонком приповерхностном слое, а напряжение «затвора» управляет числом носителей заряда в этом слое. Это позволяет исследователям изучать квантовые эффекты в высокочистых МОП-транзисторах при температурах жидкого гелия.
Целочисленное квантование проводимости Холла было первоначально предсказано исследователями Токийского университета Цунэя Андо, Юкио Мацумото и Ясутада Уэмура в 1975 году на основе приблизительного расчёта, который они сами не считали верным. В 1978 году исследователи из Университета Гакусюин Дзюнъити Вакабаяси и Синдзи Кавадзи впоследствии наблюдали этот эффект в экспериментах, проведённых на инверсионном слое МОП-транзисторов.
В 1980 году Клаус фон Клитцинг, работая в лаборатории сильных магнитных полей в Гренобле с разработанными Михаэлем Пеппером и Герхардом Дордой образцами МОП-транзисторов на основе кремния, сделал неожиданное открытие. Он показал, что сопротивление Холла точно квантуется. Одновременно продольное сопротивление на этих плато обращалось в нуль, указывая на состояние с бездиссипативным током на краях образца. За это открытие фон Клитцинг был удостоен Нобелевской премии по физике 1985 года. Связь между точным квантованием и калибровочной инвариантностью была впоследствии предложена Робертом Лафлином, который связал квантованную проводимость с квантованным переносом заряда в зарядовом насосе Лафлина. В 1982 году Д. Таулесс с коллегами предложили связать КЭХ с топологическими инвариантами зон электронной структуры. В их работе был введён целочисленный топологический индекс — число Черна, возникающий из интеграла от кривизны Берри по заполненной зоне Бриллюэна, который соответствовал наблюдаемому целому числу ν на холловских плато. Таким образом, квантованная проводимость {\displaystyle \sigma _{xy}=\nu e^{2}/h} интерпретировалась как топологически защищённая характеристика системы, нечувствительная к беспорядку. Одновременно Б. Гальперин показал, что на границах образца обязательно существуют однонаправленные бездиссипативные краевые состояния, которые переносят ток при {\displaystyle \sigma _{xx}=0} и связывают целочисленное квантование с условием одновременного зануления продольного сопротивления. Аргументы Лафлина и Таулесса имели изъяны, в частности из-за зависимости результата от определённых граничных условий, и рассматривались не как исчерпывающее объяснение КЭХ, поэтому вполследствии не раз уточнялись. Математически строгое описание КЭХ появилось в 2015 году. В 2016 году за теоретические открытия топологических фазовых переходов и топологических фаз вещества Д. Таулесс получил Нобелевскую премию по физике.
В 1982 году Дэниел Цуи и Хорст Штёрмер открыли дробный квантовый эффект Холла. В их эксперименте на высокоподвижном GaAs/AlGaAs-гетеропереходе наблюдалось, что при заполнении нижнего уровня Ландау на одну треть холловское сопротивление также точно квантовано, {\displaystyle R_{xy}=h/(1/3e^{2})=3h/e^{2}}, хотя ν теперь принимало не целое значение, а представляло собой рациональную дробь. Это сопровождалось минимальным продольным сопротивлением, указывающим на новое устойчивое состояние электронной системы. В 1983 году Роберт Лафлин предложил теоретическое объяснение дробного квантового эффекта Холла (ДКЭХ) как проявления нового квантового состояния квантовой жидкости, обусловленного нахождением электронов в сильном магнитном поле. Лафлин сконструировал вариационную волновую функцию основного состояния при факторе заполнения ν=1/3, описывающую конденсацию 2D-электронного газа в несжимаемую квантовую жидкость с коллективными возбуждениями, несущими дробный электрический заряд e/3 и статистикой, отличной от ферми- или бозонной. В дополнение Д. Халдейн и Б. Гальперин развили иерархическую модель ДКЭХ, объясняющую появление других дробных плато (таких как ν=2/5,3/7 и др.) как последовательную конденсацию возбуждений Лафлина в новых дробных состояниях. К концу 1980-х годов эксперименты подтвердили целое семейство дробных плато Холла, соответствующих ряду рациональных заполнений ν=p/q с нечётным q, как и предсказывала теория.
2D топологические изоляторы были предсказаны Чарльзом Кейном и Юджином Меле в 2005 году в графене, который однако обладает слабым спин-орбитальным взаимодействием. Они использовали более раннюю идею Данкана Холдейна, который построил модель целочисленного квантового эффекта Холла в отсутствии внешнего магнитного поля. Андрей Берневиг и Шоучэн Чжан в 2006 году предложили новый тип материала — квантовый спиновый холловский изолятор. Впоследствии Берневиг, Тейлор Л. Хьюз и Шоучэном Чжаном сделали теоретическое предсказание, что 2D топологический изолятор с одномерными спиральными краевыми состояниями будет реализован в квантовых ямах теллурида ртути, зажатых между слоями теллуридом кадмия. В 2007 году обусловленный одномерными спиральными краевыми состояниями транспорт наблюдался в экспериментах группы Моленкампа из Университете Вюрцбурга.
Большинство экспериментов с целочисленным квантовым эффектом Холла в настоящее время проводятся на гетероструктурах арсенида галлия, хотя могут использоваться и многие другие полупроводниковые материалы. В 2007 году целочисленный квантовый эффект Холла был зарегистрирован в графене при температурах, близких к комнатной, и в оксиде магния и цинка {\displaystyle {\ce {ZnO-Mg_{x}Zn_{1-x}O}}}.
| Тип эффекта        | Год открытия | Внешнее магнитное поле | Материалы                   | Квазичастицы                         | Статистика       | Нарушенная симметрия обращения времени |
| ------------------ | ------------ | ---------------------- | --------------------------- | ------------------------------------ | ---------------- | -------------------------------------- |
| ЦКЭХ               | 1980         | Да                     | Si, GaAs/AlGaAs             | Электроны                            | Ферми            | Да                                     |
| ДКЭХ (ν=1/3)       | 1982         | Да                     | GaAs/AlGaAs                 | Анионы Лафлина, композитные фермионы | Анионы           | Да                                     |
| ДКЭХ (ν=5/2)       | 1987         | Да                     | GaAs/AlGaAs                 | Неабелевы анионы                     | Неабелевы анионы | Да                                     |
| Релятивистский КЭХ | 2005         | Да                     | Графен                      | Дираковские фермионы                 | Ферми            | Да                                     |
| КСЭХ               | 2007         | Нет                    | HgTe/CdTe                   | Электроны/Спиральные краевые моды    | Ферми            | Нет                                    |
| КАЭХ               | 2013         | Нет                    | (Bi,Sb)2Te3 легированный Cr | Электроны/Киральные краевые моды     | Ферми            | Да                                     |
| ДКАЭХ              | 2023         | Нет                    | Двуслойный MoTe2            |                                      |                  | Да                                     |

## Описание

### Эффект Холла
Явление, открытое Холлом в 1879 году, состоит в том, что в проводнике с током, помещённом в магнитное поле, перпендикулярное направлению тока, возникает электрическое поле в направлении, перпендикулярном направлениям тока и магнитного поля. Сила Лоренца {\displaystyle F_{L}=eBv} заставляет электроны отклоняться в направлении, перпендикулярном их скорости {\displaystyle v}. В результате происходит накопление разноимённых зарядов на краях проводника, и между боковыми гранями образца возникнет разность потенциалов {\displaystyle V_{H}}, а внутри него — электрическое поле EH, называемое полем Холла и уравновешивающее силу Лоренца.
Ток через образец равен {\displaystyle I=nevS}, где {\displaystyle n} — концентрация электронов, {\displaystyle S} — площадь поперечного сечения проводника: {\displaystyle S=bd}, где {\displaystyle b} — его ширина, {\displaystyle d} — толщина. Условие равенства силы Лоренца и силы, вызванной холловским полем, есть {\displaystyle eE_{H}=eV_{h}/b=evB}, откуда следует, что {\displaystyle V_{H}=bvB=IvB/nevd=IB/end=IR_{H}}, где {\displaystyle R_{H}} называется холловским сопротивлением. В двумерных системах {\displaystyle R_{H}=B/en_{s}}, где {\displaystyle n_{s}} — поверхностная концентрация электронов.
{\displaystyle R_{H}} — это отношение возникающей поперечной разности потенциалов к продольному току, {\displaystyle R_{H}=R_{xy}=V_{y}/I_{x}}. При этом продольное сопротивление {\displaystyle R_{L}=R_{xx}=V_{x}/I_{x}}, слабо зависит от индукции магнитного поля, оставаясь по величине близким к своему значению при {\displaystyle B=0}.
Проводимость для двумерного электронного газа в перпендикулярном магнитном поле {\displaystyle B} описывается классическими формулами Друде — Лоренца:
{\displaystyle \sigma _{xx}=\sigma _{yy}={\frac {e^{2}n\tau /m_{e}}{1+\omega _{c}^{2}\tau ^{2}}},\,\sigma _{xy}=-\sigma _{yx}=\omega _{c}\tau \sigma _{xx}},
где {\displaystyle \omega _{c}=|e|B/m_{e}} — циклотронная частота, {\displaystyle e} — заряд электрона, {\displaystyle m_{e}} — эффективная масса электрона, {\displaystyle \tau } — время рассеяния, {\displaystyle n} — концентрация электронов. Эти формулы применимы при условии слабого магнитного поля ({\displaystyle \omega _{c}\tau \ll 1}), когда {\displaystyle \tau } не зависит от энергии, а спектр энергии изотропен.

### Двумерный электронный газ
На классические заряженные частицы, движущиеся в магнитном поле, действует сила Лоренца. Эта сила заставляет частицу двигаться по окружности с угловой скоростью {\displaystyle \omega _{c}=eB/mc}, называемой циклотронной частотой (система единиц СГС). Согласно квантовой теории частицы, совершающие периодическое движение, обладают только дискретными значениями энергии, поэтому у заряженных частиц в магнитном поле появляются уровни энергии, называемые уровнями Ландау. Энергия k-го уровня, если пренебречь составляющей импульса {\displaystyle p_{z}} и наличием спина у частицы, определяется выражением:
{\displaystyle E_{k}=\left(k+{\frac {1}{2}}\right)\hbar \omega _{c}}.
Двумерный электронный газ конечной ширины {\displaystyle -W/2\leq x\leq W/2} и длины {\displaystyle -L/2\leq y\leq L/2} в магнитном поле {\displaystyle B} вдоль оси {\displaystyle z} и электрическом поле {\displaystyle E} вдоль {\displaystyle x} испытывает напряжение {\displaystyle V=EW} между границами, что влияет на холловскую проводимость даже в бесстолкновительном пределе {\displaystyle 1/\tau \to 0}. Гамильтониан электрона:
{\displaystyle H={\frac {1}{2m_{e}}}\left(\mathbf {p} -{\frac {e}{c}}\mathbf {A} \right)^{2}-eEx},
где {\displaystyle \mathbf {p} =-i\hbar \nabla } — оператор импульса, а {\displaystyle \mathbf {A} =(0,Bx,0)} — векторный потенциал в калибровке Ландау. При {\displaystyle W,L\to \infty } волновые функции осциллятора:
{\displaystyle \psi _{n,k}(x,y)={\frac {1}{\sqrt {L}}}e^{iky}\phi _{n}(x-x_{k})},
где {\displaystyle x_{k}=kl_{H}^{2}-eEl_{H}^{2}/\hbar \omega _{c}}, {\displaystyle l_{H}={\sqrt {\hbar c/eB}}} — магнитная длина, {\displaystyle \omega _{c}=eB/m_{e}c} — циклотронная частота, а {\displaystyle \phi _{n}(x)} — полином Эрмита. Спектр энергии:
{\displaystyle E_{n,k}=\hbar \omega _{c}\left(n+{\frac {1}{2}}\right)+eEl_{H}^{2}k-{\frac {e^{2}E^{2}l_{H}^{2}}{2\hbar \omega _{c}}}}.
Для конечной ширины {\displaystyle W} края моделируются как потенциальные стенки при {\displaystyle x=\pm W/2}, что изменяет спектр энергии и приводит к появлению краевых состояний с волновыми функциями:
{\displaystyle \psi _{s,k}(x,y)=A_{s,k}e^{iky}\left[{\frac {D_{s}\left({\frac {x-x_{k}}{l_{H}/{\sqrt {2}}}}\right)}{D_{s}\left({\frac {-W/2+x_{k}}{l_{H}/{\sqrt {2}}}}\right)}}-{\frac {D_{s}\left(-{\frac {x-x_{k}}{l_{H}/{\sqrt {2}}}}\right)}{D_{s}\left({\frac {W/2+x_{k}}{l_{H}/{\sqrt {2}}}}\right)}}\right]},
с энергией:
{\displaystyle E_{s,k}=\hbar \omega _{c}\left(s+{\frac {1}{2}}\right)+eEl_{H}^{2}k-{\frac {e^{2}E^{2}l_{H}^{2}}{2\hbar \omega _{c}}}}.
При {\displaystyle W\gg l_{H}} значения {\displaystyle s} почти целые в центре, но изменяются на краях, где формируются краевые состояния, поддерживающие ток вдоль границ.
Холловская проводимость вычисляется путём интегрирования плотности тока по {\displaystyle x} для всех занятых состояний:
{\displaystyle I_{y}=-{\frac {e}{\hbar L}}\sum _{n,k}{\frac {\partial E_{n,k}}{\partial k}}\,n_{F}(E_{n,k}-\mu )},
где функция Ферми {\displaystyle n_{F}(E_{n,k}-\mu )} выбирает заполненные состояния.
Энергетический спектр двумерного электронного газа дискретный и каждый энергетический уровень обладает следующим вырождением (число орбит, которые могут принадлежать уровню Ландау):
{\displaystyle N_{H}={\frac {S}{2s_{0}}}={\frac {SeB}{\hbar c}}={\frac {S}{2\pi l_{B}^{2}}}={\frac {BS}{\Phi _{0}}}},
где {\displaystyle \Phi _{0}} — квант магнитного потока. Это аналогично плотной упаковке циклотронных орбит в двумерном слое. Эту же величину можно получить, если представить, что из всех частиц двумерного электронного газа, расположенных в интервале энергий, равных {\displaystyle \hbar \omega _{c}} (то есть произведение двумерной плотности состояний {\displaystyle D_{0}={\frac {m}{\pi \hbar ^{2}}}} на энергию {\displaystyle \hbar \omega _{c}}), формируется отдельный уровень Ландау. Концентрация электронов в двумерном электронном газе в магнитном поле определяется по формуле {\displaystyle n_{s}=NN_{H}}, если уровень Ферми попадает в щель между уровнями Ландау. В общем случае частичное заполнение одного из уровней Ландау характеризуется так называемым фактором заполнения {\displaystyle \nu ={\frac {n_{s}}{N_{H}}}={\frac {n_{s}h}{eB}}} — отношение концентрации двумерного электронного газа к вырождению уровней Ландау. Он может принимать как целые, так и дробные значения.
Число состояний на уровне Ландау при конечной ширине {\displaystyle W} равно {\displaystyle \sum _{k}={\frac {LW}{2\pi l_{H}^{2}}}}, и холловская проводимость:
{\displaystyle \sigma _{yx}=-{\frac {e^{2}}{h}}\nu },
где {\displaystyle \nu } — фактор заполнения, отражающий число заполненных уровней Ландау.
Роберт Лафлин связывает квантуемую проводимость с калибровочной инвариантностью. При калибровочном преобразовании {\displaystyle A_{y}\to A_{y}+2\pi \phi /L}, где {\displaystyle \phi } — магнитный поток, волновой вектор {\displaystyle k} сдвигается {\displaystyle k\to k-(2\pi e/c\hbar )\phi /L}. При {\displaystyle \phi =\phi _{0}=c\hbar /|e|} спектр энергии остаётся неизменным, но состояния смещаются на {\displaystyle 2\pi /L}, что приводит к полному току:
{\displaystyle I_{y\phi _{0}}=-{\frac {e\phi _{0}}{h}}\sum _{n}(E_{n,k_{n+1}}-E_{n,-k_{n}})},
где суммирование ограничено уровнями Ландау, пересекающими уровень Ферми. В пределе {\displaystyle L\to \infty }, {\displaystyle E_{n,k_{n+1}}-E_{n,-k_{n}}=eV}, что возвращает к формуле для холловской проводимости. Этот результат демонстрирует, что квантование холловской проводимости обусловлено калибровочной инвариантностью, с краевыми состояниями, поддерживающими квантование при изменении потока.

## Целочисленный квантовый эффект Холла
Альтернативно, сопротивление Холла описывается следующим выражением:
{\displaystyle \rho _{xy}={\frac {h}{e^{2}}}\cdot {\frac {1}{\nu }}},
где {\displaystyle \nu =2\pi l_{H}^{2}n} — фактор заполнения, а {\displaystyle l_{H}={\sqrt {\hbar /(|e|B)}}} — магнитная длина. Эта формула остается справедливой даже при сильных магнитных полях ({\displaystyle \omega _{c}\tau \gg 1}) и не зависит от беспорядка в системе. При нулевой температуре фактор заполнения {\displaystyle \nu } становится ступенчатой функцией:
{\displaystyle \nu =\sum _{n=0}^{\infty }\Theta (\mu -\hbar \omega _{c}(N+{\frac {1}{2}}))},
где {\displaystyle \mu } — химический потенциал, {\displaystyle \Theta (x)} — функция Хевисайда. Такое ступенчатое поведение приводит к наблюдаемым квантованным плато на графиках сопротивления Холла, где {\displaystyle \rho _{xy}} принимает дискретные значения, пропорциональные {\displaystyle 1/\nu }, что характеризует целочисленный квантовый эффект Холла.
Экспериментальное наблюдение целочисленного квантового эффекта Холла впервые было продемонстрировано Клаусом фон Клитцингом. В его эксперименте использовался двумерный электронный газ, созданный в полевом МОП-транзисторе на основе кремния. Измерения проводились при температуре 1,5 К и магнитном поле 18 Т, с изменением концентрации электронов с помощью напряжения на затворе. Сопротивление Холла {\displaystyle \rho _{xy}} показало квантованные плато, соответствующие целым значениям {\displaystyle k}, таким что:
{\displaystyle \rho _{xy}={\frac {h}{e^{2}k}}},
при этом продольное сопротивление {\displaystyle \rho _{xx}} обращалось в ноль на этих плато, что указывало на отсутствие диссипативного переноса.
Уже первая работа по квантовому эффекту Холла — «Новый метод определения постоянной тонкой структуры с высокой точностью по квантованию холловского сопротивления» — показала, что возможно его применение в качестве стандарта сопротивления. Дальнейшие эксперименты, проведённые Цуи и Госсардом, подтвердили эти результаты в гетероструктурах GaAs/AlGaAs при 4,2 К и магнитных полях до 10 Т. Квантование сопротивления достигло точности порядка {\displaystyle 10^{-5}}, а позднее —
{\displaystyle 10^{-8}}. Квантовый эффект Холла наблюдался на графене при комнатной температуре благодаря большим энергетическим промежуткам между уровнями Ландау, порядка {\displaystyle 10^{3}} К. В настоящее время известно, что значения квантованного сопротивления Холла не зависят от качества образца и его материала. Поэтому, начиная с 1990 года, калибровки сопротивлений основаны на КЭХ с фиксированным значением RK-90 = 25 812,807 Ω. Однако после переопределения основных физических констант в 2019 году значение кванта электрического сопротивления составляет RK = h/e2 = 25 812,80745 Ω.
Двумерный электронный газ может формироваться в различных структурах. В кремниевых МОП-транзисторах положительное напряжение на затворе притягивает электроны к границе раздела кремния и диоксида кремния, образуя 2DEG. Электроны занимают только нижнюю подзону зоны проводимости, что обеспечивает двумерный характер проводимости, необходимый для наблюдения квантового эффекта Холла. В гетероструктурах GaAs/AlGaAs разница в ширине запрещенной зоны вызывает накопление электронов на границе раздела, где они ограничены потенциальной ямой и занимают только нижнюю подзону.

### Качественная интерпретация целочисленного квантового эффекта Холла
Целочисленный квантовый эффект Холла может быть просто интерпретирован на основе модели краевых состояний. Как правило, экспериментальный образец с двумерным электронным газом имеет границу, задаваемую литографическим краем или краем области под затвором. Возле края формируется обедняющее электрическое поле, направленное к краю (речь идёт об отрицательно заряженных электронах). Оно приводит к зависимости нуля отсчёта уровней Ландау от координаты, поэтому уровни Ландау «изгибаются» вверх вблизи края. Как известно в скрещённых магнитном и электрическом полях заряженная частица дрейфует вдоль линии постоянной энергии — эквипотенциали. Электроны заполняют состояния согласно статистике Ферми — Дирака до некоторого уровня Ферми, и при факторе заполнения {\displaystyle \nu }, близком к целочисленному значению вдали от краёв формируются локализованные состояния, не участвующие в проводимости, а вблизи краёв — краевые токовые состояния. Причем ток на противоположных резервуарах двумерного электронного газа имеет противоположное направление, а направление обхода однозначно задаётся знаком квантующего магнитного поля. Ток переносимый каждым краевым состоянием квантован и равен {\displaystyle {\frac {e^{2}}{h}}\mu }, где {\displaystyle \mu } — значение электрохимического потенциала. А число краевых каналов целое и определяется фактором заполнения {\displaystyle \nu }. В этом случае, когда локализованные и подвижные состояния на уровне Ферми пространственно разделены и обратное рассеяние подавлено, реализуется режим квантового эффекта Холла.

### Влияние неоднородностей
Дефекты, примеси и другие неоднородности в кристалле, которые локализуют, «изолируют» отдельные электроны в «ловушках», являются причиной возникновения широких плато на графиках холловского сопротивления и широких минимумов омического сопротивления. На поверхности кристалла остаются дефекты и примеси, которые порождают энергетические «долины» и «холмы». Когда уровень Ландау оказывается заполненным, некоторые из них попадают в ловушку и изолируются. Они больше не принимают участие в процессах электропроводности через кристалл. Локализованные электроны первыми заполняют и освобождают уровни Ландау при изменении магнитного поля, поддерживая точное заполнение уровней Ландау в энергетически гладкой области кристалла для протяженных интервалов величины магнитного поля. При этом холловское сопротивление образца и магнитосопротивление остаются постоянными. Локализованные благодаря дефектам кристалла электроны представляют собой хранилище необходимых для точного заполнения уровней Ландау носителей в энергетически гладкой области кристалла для конечного интервала напряженностей магнитных полей. Само существование целочисленного квантового эффекта Холла зависит от наличия дефектов в кристалле. Без неоднородностей в кристалле, «идеально чистая» система приводила бы к линейному эффекту Холла, без квантованности.
Двумерный электронный газ в магнитном поле, окружённый диэлектрическими слоями с атомами примесей, испытывает рассеяние на случайном двумерном потенциале, создаваемом этими примесями. Это рассеяние приводит к конечному значению сопротивления {\displaystyle \rho _{xx}}. Примеси моделируются как одинаковые δ-центры, распределённые в фиксированных позициях, искажающие спектр электронов за счёт изменения уровней Ландау. В случае редких примесей их число меньше числа доступных состояний на уровне Ландау, из-за чего часть состояний остаётся на уровне Ландау, а остальные отщепляются, образуя дискретные состояния, связанные с примесями. Энергия отщепленных состояний зависит от силы примеси и расстояния до слоя 2DEG, и её можно аппроксимировать с использованием функций Грина. Для слабых примесей отщеплённые состояния находятся рядом с уровнями Ландау, немного выше исходных значений, и определяются параметрами примесного потенциала и магнитной длиной. В случае конечного радиуса взаимодействия примеси появляется дополнительное количество отщеплённых состояний, плотность которых можно оценить, учитывая зависимость от магнитной длины и концентрации примесей.
Холловская проводимость остаётся неизменной при наличии примесей, несмотря на уменьшение числа токонесущих состояний, так как вклад оставшихся состояний увеличивается для компенсации. Такое сохранение холловской проводимости при рассеянии на примесях подчёркивает баланс в транспортных свойствах системы, несмотря на изменения плотности состояний, вызванные примесями.
Случайный потенциал в двумерной системе с магнитным полем можно разделить на три составляющие: потенциал с большим корреляционным радиусом {\displaystyle V_{w}}, рассеянный потенциал {\displaystyle V_{scat}} с малым радиусом взаимодействия и плавный потенциал {\displaystyle V_{s}}, который изменяется медленно. Плавный потенциал приводит к дрейфу центра орбиты электрона по эквипотенциальным линиям с классической скоростью {\displaystyle v_{d}=|\nabla V_{s}|/m_{e}\omega _{c}}, направленной строго в одну сторону благодаря магнитному полю. Каждое состояние на уровне Ландау в приближении занимает площадь {\displaystyle 2\pi l_{H}^{2}}, а плотность состояний определяется с учётом случайных флуктуаций потенциала. Введение случайного плавного потенциала приводит к образованию закрашенных областей, ограниченных эквипотенциальными линиями, соответствующими разным энергиям. В зависимости от замкнутости этих линий состояния могут быть локализованными или делокализованными, при этом делокализованные состояния существуют лишь при определённой энергии {\displaystyle \varepsilon _{c}}, что описывается моделью перколяции. При энергии {\displaystyle \varepsilon \rightarrow \varepsilon _{c}} корреляционная длина {\displaystyle \xi _{cl}\approx |\varepsilon -\varepsilon _{c}|^{-\nu _{cl}}}, где индекс {\displaystyle \nu _{cl}=4/3}, характеризует размер связанных областей. Эффект туннелирования между эквипотенциальными линиями становится значимым, когда они подходят друг к другу на расстояние порядка {\displaystyle l_{H}}. Для таких состояний используется трансфер-матрица, описывающая вероятности прохождения и отражения. Применение квантового туннелирования увеличивает корреляционную длину до {\displaystyle \xi \approx |V_{0}-\varepsilon |^{-\nu _{q}}} с критическим индексом {\displaystyle \nu _{q}=7/3}.

## Дробный квантовый эффект Холла
В 1982 году Даниэль Цуи и Хорст Штёрмер заметили, что «плато» в холловском сопротивлении наблюдаются не только при целых значениях {\displaystyle n}, но и в существенно более сильных магнитных полях при {\displaystyle n=1/3}. В дальнейшем были обнаружены плато
электрического сопротивления и при других дробных значениях {\displaystyle n}, например при {\displaystyle n=2/5,3/7,\dots }.
Природа дробного квантового эффекта Холла была объяснена Робертом Лаффлином в 1983 году. В 1998 году Цуи, Штёрмер и Лаффлин получили Нобелевскую премию по физике за открытие и объяснение этого явления

### Качественное объяснение дробного квантового эффекта Холла
Суть явления заключается в том, что группа электронов «объединяются» в новую «частицу», заряд которой меньше заряда электрона. Дробный квантовый эффект Холла нельзя объяснить на основе поведения одиночных электронов в магнитном поле. Причина заключается во взаимодействии между электронами. Магнитное поле создаёт «вихри», по одному на каждый квант магнитного потока. Принцип Паули требует, чтобы каждый электрон был окружён одним «вихрем». Когда магнитные поля превышают величину, соответствующую ЦКЭХ с i=1, вихрей становится больше, чем электронов. Принцип Паули выполняется при размещении нескольких вихрей на электроне, которые уменьшают межэлектронное кулоновское отталкивание. Электрон «захватывает» квант магнитного потока и становится «составной частицей». С точки зрения теории, такие «составные частицы» описывать гораздо легче, чем «свободные» электроны. Захваченный квант потока меняет природу частиц, «превращая» фермионы в бозоны. Электрон, захвативший чётное число квантов потока, становится фермионом, а нечётное число квантов потока — бозоном. При заполнении на 1/3 нижнего уровня Ландау каждый электрон принимает три кванта магнитного потока. Таким образом получается композитный бозон. Он находится в условиях нулевого магнитного поля (оно уже включено в новую частицу) и в состоянии бозе-конденсации в новом энергетическом состоянии. Можно определить энергетическую щель, необходимую для возникновения квантования холловского сопротивления и для обращения в ноль обычного сопротивления, экспериментальными методами. Когда часть вихрей магнитного поля не захвачена, возникает дробный дефицит заряда в каждом из этих вихрей. По сравнению с электронами, это положительные дробные заряды. Квазичастицы могут свободно двигаться и проводить электрический ток. Образование плато на графиках происходит как и в целочисленном квантовом эффекте Холла, из-за флуктуаций потенциала на дефектах кристалла. Отличие в том, что носители электрического тока — не электроны, а частицы с дробным зарядом. Дробный квантовый эффект Холла объясняется захватом нечётного числа вихрей магнитного потока каждым электроном.

### Статус исследований
Дробный квантовый эффект Холла считается частью точного квантования. Точное квантование в полной общности не полностью изучено, но его можно объяснить как очень тонкое проявление комбинации принципа калибровочной инвариантности с другой симметрией (см. Аномалии). Вместо этого целочисленный квантовый эффект Холла считается решённой исследовательской проблемой и понимается в рамках формулы TKNN и лагранжианов Черна — Саймонса.
Дробный квантовый эффект Холла до сих пор считается открытой исследовательской проблемой. Дробный квантовый эффект Холла можно также понимать как целочисленный квантовый эффект Холла, хотя и не электронов, а композитов заряда-потока, известных как композитные фермионы. Существуют также и другие модели, объясняющие дробный квантовый эффект Холла. В настоящее время это считается открытой исследовательской проблемой, поскольку не существует единого, подтверждённого и согласованного списка дробных квантовых чисел, как и единой согласованной модели, объясняющей их все, хотя такие заявления имеются в области композитных фермионов и неабелевых лагранжианов Черна — Саймонса.

## Топологическая классификация
Целые числа, появляющиеся в эффекте Холла, являются примерами топологических квантовых чисел . Они известны в математике как первые числа Черна и тесно связаны с фазой Берри. Яркой моделью, представляющей большой интерес в этом контексте, является модель Азбеля — Харпера — Хофштадтера, квантовая фазовая диаграмма которой представляет собой бабочку Хофштадтера, показанную на рисунке. Вертикальная ось — это напряженность магнитного поля, а горизонтальная ось — химический потенциал, который фиксирует электронную плотность. Цвета представляют целочисленные проводимости Холла. Теплые цвета представляют положительные целые числа, а холодные цвета — отрицательные целые числа. Однако следует отметить, что плотность состояний в этих областях квантованной холловской проводимости равна нулю; следовательно, они не могут создавать плато, наблюдаемые в экспериментах. Фазовая диаграмма фрактальна и имеет структуру во всех масштабах. На рисунке наблюдается очевидное самоподобие . При наличии беспорядка, который является источником плато, наблюдаемых в экспериментах, эта диаграмма сильно отличается, а фрактальная структура в основном размывается. Кроме того, эксперименты контролируют фактор заполнения, а не энергию Ферми. Если построить эту диаграмму как функцию коэффициента заполнения, то все особенности будут полностью размыты, следовательно, она будет иметь очень мало общего с реальной физикой Холла.
Что касается физических механизмов, то примеси и/или особые состояния (например, краевые токи) важны как для «целочисленных», так и для «дробных» эффектов. Кроме того, кулоновское взаимодействие также имеет существенное значение в дробном квантовом эффекте Холла . Наблюдаемое сильное сходство между целочисленными и дробными квантовыми эффектами Холла объясняется тенденцией электронов образовывать связанные состояния с четным числом квантов магнитного потока, называемых составными фермионами .

## Применение
Квантование холловской проводимости ({\displaystyle G_{xy}=1/R_{xy}}) обладает важным свойством быть чрезвычайно точным. Было обнаружено, что фактические измерения проводимости Холла являются целыми или дробными величинами, кратными {\displaystyle {\tfrac {e^{2}}{h}}} лучше, чем одна часть на миллиард. Это позволило определить новую практическую стандартную единицу для электрического сопротивления, основанную на кванте сопротивления, заданном константой фон Клитцинга {\displaystyle R_{K}}. Квантовый эффект Холла также обеспечивает чрезвычайно точное независимое определение постоянной тонкой структуры, величины, имеющей фундаментальное значение в квантовой электродинамике.
В 1990 году фиксированное условное значение {\displaystyle R_{K-90}}, равное 25 812,807 Ω, было определено для использования в калибровках сопротивления по всему миру. 16 ноября 2018 года 26-е заседание Генеральной конференции по мерам и весам приняло решение зафиксировать точные значения {\displaystyle h} (постоянной Планка) и {\displaystyle e} (элементарного заряда), и, соответственно, равное RK = h/e2 = 25 812,80745 Ω.

## Фотонный квантовый эффект Холла
Квантовый эффект Холла, помимо того, что наблюдается в двумерных электронных системах, можно наблюдать и в фотонах. Фотоны не обладают собственным электрическим зарядом, но посредством манипуляции дискретными оптическими резонаторами и фазами связи или фазами на месте можно создать искусственное магнитное поле . Этот процесс можно выразить с помощью метафоры фотонов, отражающихся между несколькими зеркалами. При прохождении света через несколько зеркал фотоны маршрутизируются и приобретают дополнительную фазу, пропорциональную их угловому моменту. Это создает эффект, как будто они находятся в магнитном поле.